# Комунистичка партија Шпаније
Комунистичка партија Шпаније (шп. Partido Comunista de España) је политичка партија која делује у Шпанији и трећа најјача партија у земљи. Чланица је коалиције Уједињена левица и утицајна је у највећем шпанском синдикату, Радничке комисије.

## Историјат
КП Шпаније основана је спајањем Шпанске комунистичке партије и Шпанске комунистичке радничке партије 1921. године. Уједињена партија постала је чланицом Коминтерне и 1922. године одржала свој Први конгрес у Севиљи. До краја 1922, имала је око 5000 чланова.
Током диктатуре Мигела Прима де Ривере, све странке, укључујући и КП Шпаније, биле су подвргнуте репресији и насиљу, али нису забрањене. Године 1925, КПШ залагала се за укидање Риверине диктатуре и монархије, оснивање федеративе републике, давање независности Каталонији, Баскији и Мароку, слободу удруживања, организовање радничких савета по фабрикама и остало.
До проглашења Шпанске републике 1931, КП Шпаније била је поприлично ослабљена од прогона и фракционаштва. након почетка грађанског рата 1936, КП Шпаније је заједно с републиканском владом учествовала у сузбијању социјалистичке револуције коју су проводиле неке радикалне левичарске организације. КП Шпаније је водила овакву политику по наредби Коминтерне, односно СССР-а, јер Совјети нису хтели да буду оптужени да користе рат за увођење бољшевизма у Шпанији, што би угрозило савез с Француском и Великом Британијом и оставило СССР самог у потенцијалном сукобу с нацистичком Немачком. Током првих месеци рата, број чланова КПШ порастао је са 30.000 на 100.000.
Након пораза Републике 1939, КП Шпаније наставила је да илегално делује под Франковом диктатуром, а успела је да задржи функционалну организацију. По почетку Другог светског рата, шпански комунисти су се борили углавном у Француском покрету отпора и у Совјетском Савезу.
Године 1942, нови секретар партије постала је Долорес Ибарури — “Ла Пасионарија”. После рата, руководство КП Шпаније углавном се налазило у Француској. Након доласка Сантијага Кариља на чело партије, 1963. је напуштена политика оружане борбе против Франкове диктатуре и од 1977. усвојена политика Еврокомунизма.

## Деловање после 1975.
Након краја диктатуре, легалан рад Партије омогућен је 1977. године. Тада је имала преко 200 000 чланова. Вођство Партије прихватило је компромис са буржоазијом и признало уставну монархију. Ово је већина чланства сматрала издајом. Током 1970-их, неколико радикалнијих група се издвојило из КПШ и формирало сопствене комунистичке партије.
Од 1986, КП Шпаније и неколико осталих левичарских партија формирало је коалицију Уједињена левица, која делује и данас. Партија је тада имала око 30 000 чланова.

## Секретари партије
- Антонио Гарсија Кехидо (1921-1923)
- Сесар Родригез Гонзалес (1923-1925)
- Хосе Булехос (1925-1932)
- Хосе Диаз (1932-1942)
- Долорес Ибарури (1942-1960)
- Сантијаго Кариљо (1960-1982)
- Херардо Иглесијас (1982-1988)
- Хулио Ангита (1988-1998)
- Франсиско Фрутос (1998-2009)
- Хосе Луис Сентела (2009-)